# Ordine del Leone d'oro di Nassau
L'Ordine del Leone d'oro di Nassau, chiamato anche Ordine del Leone d'Oro della Casa di Nassau è un ordine cavalleresco concesso dalle due linee (quella Ottoniana e quella Valderamica) della Casata di Nassau, che venne fondato il 31 marzo 1858, in comune, da Guglielmo III dei Paesi Bassi e da Adolfo di Nassau. Concesso dal Ducato di Nassau, dal 1890 esso è diventato un ordine di collazione del Granducato di Lussemburgo, divenendo la più alta delle onorificenze del Lussemburgo, venendo concesso in prevalenza a sovrani e principi di altri stati, oltre a capi di Stato e persone meritevoli nei confronti della casata reale lussemburghese.
L'ordine è però concesso anche dalla linea Ottoniana dei Nassau, ovvero la Casa reale dei Paesi Bassi, conferito personalmente dal sovrano olandese. Anche in questo caso esso è un'onorificenza concessa per particolari meriti nei confronti della casa reale olandese.

## Storia

### 1858 – 1892
L'Ordine venne fondato per decreto del 31 marzo 1858 di Guglielmo III d'Orange, sovrano dei Paesi Bassi ma anche del Lussemburgo, e per questo motivo poi entrambi gli stati ebbero il privilegio di concedere questa onorificenza. L'accordo venne controfirmato da Guglielmo dei Paesi Bassi e da Adolfo, duca di Nassau, che nel 1890 succederà al re olandese come Granduca del Lussemburgo . L'ordine includeva originariamente il solo grado di cavaliere, ma nel 1873 re Guglielmo III riformò l'ordine apportandovi nuove classi:
- Cavaliere di Gran Croce
- Grand'Ufficiale
- Commendatore
- Ufficiale
- Cavaliere

Il Grado di Commendatore sopra quello di Ufficiale venne introdotto nel 1882. Nessuna delle modifiche apportate da Guglielmo III fu confermata da Adolfo, con il quale l'ordine avrebbe dovuto essere condiviso, rifiutandosi di conferire alcuno dei nuovi gradi, mantenendo solo quello di cavaliere. Quando re Guglielmo morì senza un erede maschio, il granducato del Lussemburgo passò ad Adolfo, come dettato dal Patto di famiglia di Nassau .

### 1892 – oggi

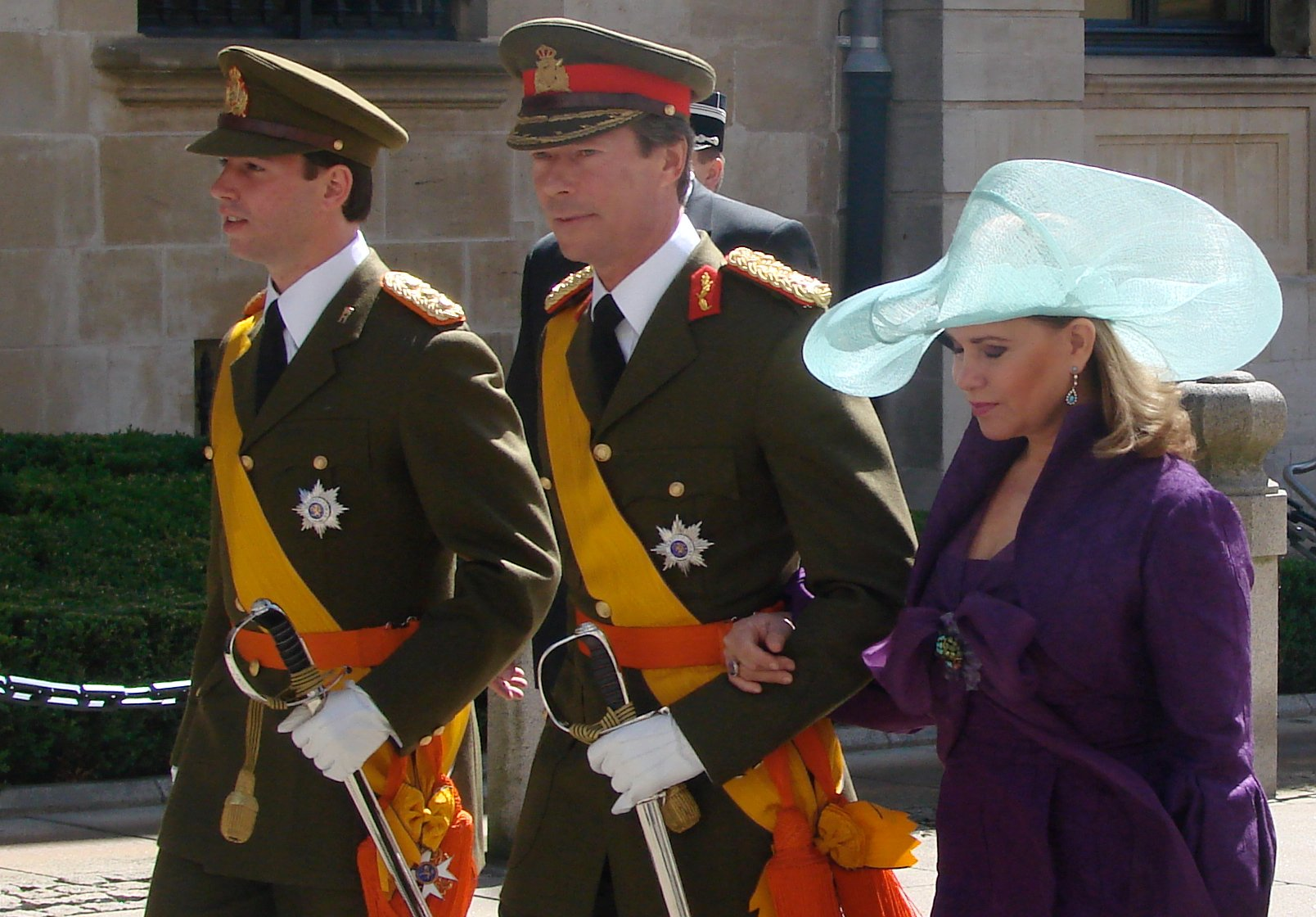
Il granduca Enrico (al centro) e l'erede al trono Guglielmo che indossano la fascia e la placca dell'Ordine del Leone di Nassau

Nel 1892, due anni dopo la sua ascesa al trono granducale, Adolfo abolì definitivamente i gradi che re Guglielmo III aveva creato e, fino ad oggi, l'ordine ha mantenuto un solo grado, ovvero quello di Cavaliere. Nel 1905, il granduca Adolfo concordò con la regina Guglielmina dei Paesi Bassi, figlia di re Guglielmo, di condividere nuovamente la sovranità dell'ordine tra entrambi i rami regnanti della Casa di Nassau . Oggi il re Guglielmo Alessandro dei Paesi Bassi ed il granduca Enrico di Lussemburgo si definiscono entrambi grandi maestri dell'Ordine, senza concorrenza alcuna di ruolo. Molto raramente, ad ogni modo, entrambi i grandi maestri conferiscono contemporaneamente l'onorificenza alla stessa persona, in quanto sussistono come si è detto due rami formalmente indipendenti dell'Ordine; ad esempio, il segretario degli Esteri olandese Max van der Stoel è nominato Cavaliere dell'ordine olandese. Viceversa, in altre occasioni come quella del presidente sudafricano Nelson Mandela nei Paesi Bassi nel 1999, l'onorificenza è stata concessa di comune accordo dalla regina Beatrice e dal granduca Giovanni di Lussemburgo.

## Insegne
- Le insegne dell'Ordine consistono in una medaglia composta di una croce di Malta smaltata di bianco e bordata d'oro con, fra le braccia, delle decorazioni in oro. Al centro, si trova un medaglione smaltato di nero seminato d'oro e riportante impresso un leone dorato voltato verso sinistra, il tutto circondato da una fascia dorata.
- La placca dell'Ordine, concessa alle cariche più alte, consiste invece in una stella d'argento ad otto punte riportante il medesimo fregio della medaglia, ma con l'aggiunta di una fascia circolare smaltata di bianco in cui, a lettere dorate, è possibile leggere il motto "JE MAINTIENDRAI" (che anticamente era il motto olandese e lussemburghese, mentre nel ventunesimo secolo è rimasto utilizzabile solo dal Lussemburgo).
- Il nastro dell'Ordine è giallo, con una striscia blu su ciascun lato.